# Physarida
Die Physarida sind eine der fünf Ordnungen der Schleimpilze der Myxogastria. Sie enthält rund 250 Arten in drei Familien, rund 100 Arten davon gehören zu Physarum, der größten Gattung der Myxogastria überhaupt.

## Merkmale
Arten der Physarida haben in Masse dunkle, meist schwarze Sporen. Peridium, Capillitium, Stiel und Hypothallus weisen, teils in Kombination, Kalkablagerungen auf. Das Capillitium besteht entweder aus kalkfreien massiven Fäden, kalkhaltigen röhrenförmigen Fäden oder kalkfreien massiven Fäden, die durch Kalkknötchen miteinander verknüpft sind. Das vegetative Stadium ist ein Phaneroplasmodium, ist also makroskopisch groß, fächerförmig sich ausbreitend und weist aderartige Plasmastränge auf.

## Systematik
Die Ordnung wurde 1922 von Thomas Huston Macbride erstbeschrieben und umfasst 19 Gattungen in drei Familien mit rund 250 Arten:
- Familie Elaeomyxidae
  - Elaeomyxa
- Familie Physaridae
  - Protophysarum
  - Fuligo
  - Badhamiopsis
  - Leocarpus
  - Physarella
  - Willkommlangea
  - Craterium
  - Erionema
  - Badhamia
  - Physarum
- Familie Didymiidae
  - Mucilago
  - Trabrooksia
  - Leptoderma
  - Physarina
  - Diachea
  - Diderma
  - Didymium
  - Lepidoderma

## Nachweise
1. 1 2  Michael J. Dykstra, Harold W. Keller: Mycetozoa. In: John J. Lee, G. F. Leedale, P. Bradbury (Hrsg.): An Illustrated Guide to the Protozoa. Band 2. Allen, Lawrence 2000, ISBN 1-891276-23-9 (englisch).